# Sam Robinson
Samuel Lee Robinson, detto Sam (Los Angeles, 1º gennaio 1948), è un ex cestista statunitense, professionista nella ABA.

## Carriera
Venne selezionato dai Seattle SuperSonics al sesto giro del Draft NBA 1970 (91ª scelta assoluta).

## Palmarès
- ABA All-Rookie Team (1971)